# Międzyzdroje
Międzyzdroje (tysk: Misdroy), er en lille polsk by i zachodniopomorskie voivodskab med 5.420 indbyggere. Międzyzdroje ligger på øerne Wollin, ved Østersøkysten og Woliński Nationalpark. Byen er kendt som kurby.
- Det Internationale Kulturhus i Międzyzdroje
- Østersøkysten i Międzyzdroje
- Østersøkysten i Międzyzdroje
- Østersøkysten i Międzyzdroje

## Literatur
- Erwin Rosenthal: Seebad Misdroy. Die Entwicklung eines Badeortes. Rhinoverlag, Illmenau 2010, ISBN 978-3-939399-15-5
- Kurt Schleifer und Fritz Seefeldt: Chronik des Ostseebades Misdroy. Eutin 1968
- August Zöllner: Ostseebad Misdroy im Wandel der Zeiten. Gollnow i.P. 1931

## Ekstern henvisning
- Międzyzdroje

- Wikimedia Commons har flere filer relateret til Międzyzdroje